# Spec Ops: The Line
Spec Ops: The Line – komputerowa gra akcji wyprodukowana przez Yager Development i Darkside Game Studios. Premiera odbyła się 26 czerwca 2012 na systemy Microsoft Windows i konsole PlayStation 3, Xbox 360.

## Rozgrywka
Akcja toczy się w Dubaju zniszczonym przez burze piaskowe. Podczas gry gracz steruje oddziałem Delta Force z perspektywy trzeciej osoby, którzy zostali wysłani tam w ramach misji ratunkowej. Postać porusza się po liniowych poziomach, a podczas walki może używać osłon i rozkazywać towarzyszącym żołnierzom.
Tryb wieloosobowy zawiera 7 map i 6 trybów rozgrywki.